# Communauté de communes du canton de Monestier-de-Clermont
La communauté de communes du canton de Monestier de Clermont était une communauté de communes française, située dans le département de l'Isère et la région Rhône-Alpes.
Depuis le 1er janvier 2012, elle a rejoint la Communauté de communes du Trièves.

## Composition
La communauté de communes regroupait 11 communes :
| Nom                           | Code Insee | Gentilé         | Superficie (km2) | Population (dernière pop. légale) | Densité (hab./km2) |
| ----------------------------- | ---------- | --------------- | ---------------- | --------------------------------- | ------------------ |
| Monestier-de-Clermont (siège) | 38242      | Monétérons      | 5,45             | 1 420 (2014)                      | 261                |
| Avignonet                     | 38023      | Avignonetins    | 8,41             | 194 (2014)                        | 23                 |
| Château-Bernard               | 38090      | Chapelous       | 18,27            | 283 (2014)                        | 15                 |
| Gresse-en-Vercors             | 38186      | Gressois        | 81,13            | 393 (2014)                        | 4,8                |
| Roissard                      | 38342      | Roissardons     | 14,25            | 294 (2014)                        | 21                 |
| Saint-Andéol                  | 38355      | Saint-Andéolous | 29,70            | 126 (2014)                        | 4,2                |
| Saint-Guillaume               | 38391      | Guillaumous     | 13,33            | 271 (2014)                        | 20                 |
| Saint-Martin-de-la-Cluze      | 38115      | Saint-Martinous | 16,26            | 676 (2014)                        | 42                 |
| Saint-Paul-lès-Monestier      | 38438      | Sainpaullou     | 13,88            | 252 (2014)                        | 18                 |
| Sinard                        | 38492      | Sinardoux       | 10,44            | 646 (2014)                        | 62                 |
| Treffort                      | 38513      | Treffortains    | 10,99            | 269 (2014)                        | 24                 |

## Sources
- Le SPLAF